# Deinypena multilineata
Deinypena multilineata är en fjärilsart som beskrevs av Holland 1920. Deinypena multilineata ingår i släktet Deinypena och familjen nattflyn. Inga underarter finns listade i Catalogue of Life.